# Pantaléon Costa de Beauregard
Pour les articles homonymes, voir Famille Costa de Beauregard.
Pantaléon Costa de Beauregard (italianisé en Pantaleone Costa De Beauregard), marquis de Saint-Genix et de Beauregard, né le 19 septembre 1806 à Marlieu (Isère) et mort le 19 septembre 1864 à La Motte-Servolex (Savoie), était un homme d'État savoyard, puis français, issu de la famille noble sarde devenue savoyarde Costa de Beauregard.
Personnalité importante de cette période, il est l'un des artisans de la réunion de la Savoie à la France. L'historien contemporain Sylvain Milbach, dans la ligne de ses prédécesseurs, le qualifie d'« un des hommes les plus puissants et les plus influents de Savoie ».

## Biographie

### Famille
Louis Marie Pantaléon Costa de Beauregard est né le 19 septembre 1806 à Marlieu, hameau de la commune de Bouvesse-Quirieu, dans le département de l'Isère,. Il est le troisième enfant et le fils aîné du marquis Henri Maurice Victor François Régis Costa de Beauregard (1779-1836) et de Catherine Élisabeth de Quinson (1785-1832).
Né au de château de Marlieu, où vit son oncle Monsieur de Murinais, en France, il revient s'installer chez ses parents au château familial de La Motte, dit aujourd'hui château Reinach, dans le duché de Savoie voisin.
Il épouse, le 12 mai 1834 à Saint François Xavier (Paris), Marthe Augustine Philippine Antoinette de Saint-Georges de Vérac (1812-1884), fille cadette d'Olivier de Saint-Georges de Vérac (1768-1858) et d'Euphémie de Noailles. Parmi les onze enfants, Charles-Albert deviendra député de la Savoie (1871-1876), membre de l'Académie française (1896-1909) et président de l'Académie des sciences, belles-lettres et arts de Savoie (1887-1889), comme son père ainsi que Camille Costa de Beauregard, ecclésiastique, fondateur de l'orphelinat du Bocage.

### Formation et carrière militaire et diplomatique

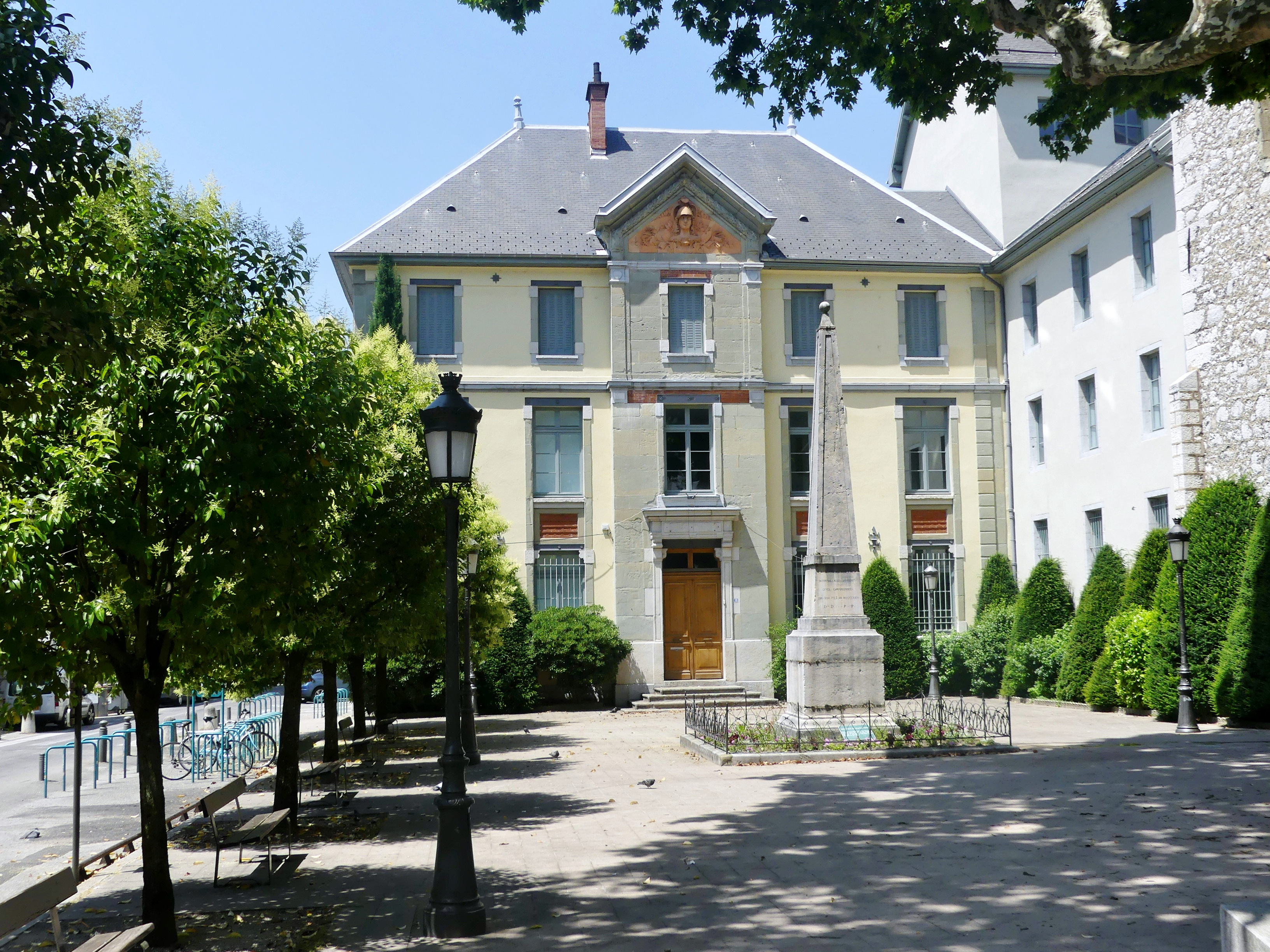
Façade de l'ancien Collège Royal de Chambéry, devenu Lycée Vaugelas.

Dans son enfance, il reçoit une éducation particulière avec l'abbé Louis Rendu,. Il deviendra d'ailleurs un fervent défenseur de la foi catholique notamment durant sa carrière politique,. Il effectue ensuite des études classique au Collège Royal de Chambéry,.
Il poursuit ses études afin d'entreprendre une carrière militaire, suivant en cela certains de ses nombreux ancêtres au service de la maison de Savoie. À la fin de son année de formation, en 1827, il reçoit le brevet de sous-lieutenant et rejoint, au moins de juin, le régiment de cavalerie Piémont-Royal, de l'armée sarde,,. Il est nommé, le 2 juillet 1827, écuyer en second du prince de Carignan, Charles-Albert, héritier du trône de Sardaigne.
Dans ces deux cas, il ne s'agit à proprement parler que de titres principalement honorifiques. Il devient cependant l'ami du futur roi,,.
En 1833, il accompagne la délégation chargée de négocier la libération d'un bâtiment naval aux mains des autorités tunisiennes. À son retour, il obtient le brevet de capitaine agrégé à Piémont-Royal et reçoit la distinction des Saints-Maurice-et-Lazare.
Revenu s'installer en Savoie, il devient le premier écuyer de Charles-Albert. Il devient membre du conseil de la dette publique, dans l'ancienne capitale du duché de Savoie, et conservateur du musée et de la bibliothèque.
Il participe à quelques batailles en Lombardie, lors des révolutions de 1848 dans les États italiens.

### Carrière politique sarde

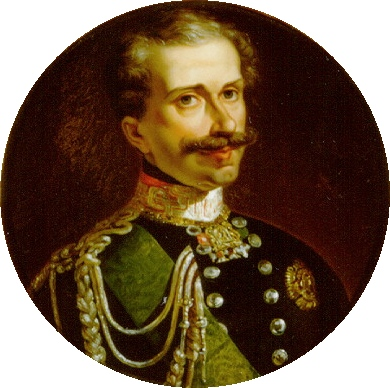
Portrait du roi Charles-Albert, vers 1848.

En pleine guerre, Charles-Albert fait de son ami, par la signature d'un décret royal, du 3 avril 1848, un sénateur du royaume,. Il accepte dans un premier temps, mais après avoir réalisé que le collège électoral de Chambéry l'ait désigné comme député, ce dernier refuse,.
En effet, les réformes apportées par le nouveau roi par la publication de la Constitution de 1848 ouvre de nouvelles perspectives politiques. Les électeurs du collège de Chambéry portent leur choix sur le marquis lors de l'élection pour la Ire législature du royaume de Sardaigne au parlement du royaume de Sardaigne, à Turin, le 27 avril 1848,. En décembre 1849, il est remplacé par François Justin. En décembre 1853, il se présente devant le collège électoral de Thonon. Il remporte l'élection mais abandonne en février 1854 son siège pour prendre celui du collège électoral de Chambéry.
Chef incontesté de la droite conservatrice savoyarde,, il est l'un des députés savoyards qui défendent l'identité savoyarde et la fidélité à la maison de Savoie au sein d'une élite politique sarde majoritairement favorable à l'unification italienne,,. Le diplomate chambérien Albert Blanc résume son importance par la phrase qui devient un véritable slogan « Quand le marquis Costa dit « Je », la Savoie dit « Nous » ». Face à ce rôle qui lui est donné le marquis Costa de Beauregard s'exclame « Puisque l'on me pose en chef de parti je crois devoir déclarer que si on entend par là l'homme dévoué au culte catholique, au roi, à la constitution, je ne refuse point ce titre. [...] ».
Il s'engage fortement dans la défense des intérêts de l'Église catholique, lors de la politique de laïcisation de l'État italien et de suppression des congrégations religieuses menée par le roi Victor-Emmanuel II de Savoie. Il encourage ainsi, pour sa ville de résidence de La Motte, l'installation des Frères des écoles chrétiennes (en 1843) ou encore des religieuses de Saint-Joseph afin d'éduquer les jeunes filles. Il achète pour ces dernières l'ancien château de Pingon afin de les y installer à partir de 1841.
Cette politique conduit, en partie, à la rupture de l'unité Savoie-Piémont et au soutien de l'Église catholique au rattachement de la Savoie à la France, plus respectueuse des prérogatives de celle-ci. Toutefois, il faut souligner qu'il refuse l'idée d'une séparation entre la Savoie et sa maison régnante, il l'exprime ainsi dans un discours « ... Lorsque les aigles françaises étendront leur vol redoutable sur les rochers du mont Cenis, ah ! puissiez-vous ne regretter jamais d'avoir si mal compris l'importance du dévouement des hommes généreux qui les défendent ! C'est là mon vœu le plus cher, car les affections dynastiques, les traditions, les souvenirs, chez nous, ne s'éteindront pas dans un jour... ».
Lors des débats pour guerre d'indépendance, il la dénonce et rappelle que la Savoie n'y trouve aucun intérêt, voire motivera sa séparation : « La guerre est impopulaire en Savoie ; sa conséquence naturelle et qu'on prévoit déjà entraîne la séparation de cette province des Etats Sardes. La Savoie ne consentira jamais à être italienne et, si elle se bat pour cette cause, ce sera lui ôter tout sujet de regrets au jour de la séparation. » Lorsqu'il est pressenti pour organiser la garde mobile en Savoie pour participer à la guerre contre l'Autriche, il refuse d'en avoir la charge. Cette attitude sera vivement critiquée par la frange libérale des Piémontais, faisant du marquis le symbole du passé.
Peu de temps après la défaite de Novare, le 23 mars 1849, le marquis de Beauregard se voit offrir le poste de d'envoyé extraordinaire et ministre plénipotentiaire de Sardaigne près la République française. Il faillit accepter mais refuse la charge en raison de ces opposants politiques. Le roi Charles-Albert de Sardaigne meurt peu de temps après, le 28 juillet 1849. En novembre 1849, il se retire de la vie politique.
Après avoir été choisi par le collège de Thonon pour représenter la Savoie, en février 1853, il opte finalement pour le siège offert par le collège de Chambéry.
Le duché de Savoie devient français à la suite du traité de Turin de 1860.

### Carrière politique française
Pantaléon Costa de Beauregard refuse un siège de sénateur proposé par Napoléon III, en 1860. Cependant, la même année, il devient conseiller général du canton de Chambéry-Nord et est élu président du nouveau Conseil général de la Savoie. Il garde ses mandats jusqu'à sa mort.
Lors du voyage impérial en Savoie, d'août à septembre 1860, il accueille, en tant que président du Conseil général, le 27 août, à la gare de Chambéry, en compagnie du maire de Chambéry, le baron Frédéric d'Alexandry d'Orengiani, Napoléon III et l'Impératrice Eugénie. À l'occasion du bal donné au théâtre de la ville, le marquis danse avec l'Impératrice.
Pantaléon Costa de Beauregard meurt le 19 septembre 1864 à La Motte-Servolex,.

## Passions

### Travaux d'historien
Il se découvre une passion pour l'histoire locale. Membre en 1828 de l'Académie des sciences, belles-lettres et arts de Savoie, il en devient le président par trois fois de 1850 à 1853, puis de 1855 à 1857 et de 1858 à 1864.
Il se trouve à l'origine du musée savoisien de Chambéry. Il souhaite, en 1864, en tant que président du Conseil général et en partenariat avec la Ville de Chambéry, la création d'un « musée historique et archéologique national [...] où soient rassemblés les souvenirs de son histoire et les monuments de son passé. Il n'est rien de plus intéressant et de plus instructif que ces collections provinciales où l'homme qui aime son pays et qui veut le connaître peut étudier sur des documents authentiques l'origine, les croyances, les mœurs, l'industrie et la vie intellectuelle des générations qui l'ont précédé. » Ce dernier verra le jour en 1889.
Sa passion d'historien l'a mené à publier un certain nombre de travaux dans les revues des sociétés savantes, notamment les Mémoires de l'Académie des sciences, belles-lettres et arts de Savoie, mais également des ouvrages concernant la Savoie :
- Familles historiques de Savoie : les seigneurs de Compey, Chambéry, Imprimerie de Puthod, 1844 (lire en ligne)
- Souvenirs du règne d'Amédée VIII, premier duc de Savoie, impr. de Puthod, Chambéry, 1859

### Ornithologie
Il est également passionné d'ornithologie, spécialisé dans la collection d'oiseaux-mouches et en a accumulé un grand nombre durant sa vie.
En 1839, le Colibri de Costa a été nommé par Jules Bourcier en son honneur.

## Ascendance et postérité
- Fils de Victor Costa de Beauregard (1779-1836) et Catherine Elisabeth de Quinson (1785-1832), Pantaléon épouse, le 12 mai 1834 à Saint François Xavier (Paris)[26], Marthe Augustine Philippine Antoinette de Saint-Georges de Vérac (1812-1884), fille cadette d'Olivier de Saint-Georges de Vérac (1768-1858) et d'Euphémie de Noailles, dont il eut[2] :
  - Marie Charles Albert (1835-1909), historien, homme politique, marié, dont postérité ;
  - Camille Josselin Marie Victor (1836-1916), marié (1864), avec Béatrix Marie Antoinette Budes de Guébriant (1840-1898), dont postérité ;
  - Armand Henri Marie Olivier (1838-1921), secrétaire d'ambassade ;
  - Gabriel Marie Paul (1839-1901), marié, le 27 mai 1869 à Saint-François-Xavier (Paris)[27], avec sa cousine Marie Pauline Herminie de Rougé (1845-1920), fille d'Adolphe, comte de Rougé (1808-1871) et de Marie de Saint-Georges de Vérac (1811-1886), dont postérité ;
  - Adolphe Jean Marie Camille (1841-1910), chanoine de Chambéry, refusa par deux fois l'épiscopat ;
  - Élisabeth Gasparine Marie (29 août 1842 - 18 octobre 1843) ;
  - François Marie Pantaléon (30 janvier 1844 - 19 mars 1844) ;
  - Félicie Louise Marie (1845-1893), mariée, le 3 juillet 1866 à Saint-François-Xavier (Paris)[27], avec Jules, marquis de Prunelé (1836-1897), dont postérité ;
  - Alix Fernande Marie (1847-1915), fille de la Charité (Sœur Mélanie) ;
  - Albert Joseph Marie Olivier (1848-1870), sous-lieutenant de lanciers mort pour la France à Sedan
  -  Charlotte Marie Antoinette Stéphanie (1850-1875), mariée, le 30 mai 1872 à Saint François Xavier (Paris)[27], avec Arthur Lancrau de Bréon (1843-1904), comte de Bréon, polytechnicien (X 1862), capitaine d'artillerie, union sans postérité.

## Hommage
Un buste en Hermès en bronze du fondeur Albert Victor Thiebaut le représentant est exposée au musée des beaux-arts de Chambéry.
Le Musée savoisien possède un portrait réalisé par le peintre Benoît-Hermogaste Molin.

## Distinctions
Pantaléon Costa de Beauregard a reçu les distinctions suivantes :
 Chevalier de l'ordre des Saints-Maurice-et-Lazare

 Commandeur de la Légion d'honneur